# Navadni gabez
Navadni gabez (znanstveno ime Symphytum officinale) je zdravilna rastlina in zelišče, ki raste po celotni Evropi; lahko zraste do višine 120 cm. Od drugih gabezov se navadni gabez razlikuje po svoji višini (gomoljasti gabez je precej nižji), po barvi cvetov (samo navadni ima vijoličaste cvetove) in po obliki korenin – te pri navadnem gabezu nikoli niso gomoljasto odebeljene.
Gabez ima zelo razvit koreninski sistem, ki iz okoliške prsti močno izčrpava vodo in tako suši ter izrablja prst; zaradi tega ga kmetje močno zatirajo.
Korenina in listi se uporabljajo za zdravljenje težkih ran (tudi zagnojenih). To jim omogoča največja koncentracija alantoina v vseh rastlinah. Notranja uporaba gabeza se odsvetuje, saj vsebuje hepatotoksične pirolizidinske alkaloide.
Druga ljudska imena za to rastlino so: gabež, gavez, črni koren, izvinek, kostni celivec, opašica, skornik, svaljnik, ...